# Berega v tumane
Berega v tumane (russisk: Берега в тумане, da.: Kyster i tågen) er en sovjetisk-bulgarsk spillefilm fra 1986 instrueret af Julij Karasik.

## Medvirkende
- Anatolij Kuznetsov som Jegorjev
- Leonid Filatov som Sjelapugin
- Boris Lukanov som Anton
- Irina Kuptjenko som Tamara Skarzjinskaja
- Tanja Dimitrova som Rajna